# Hacob I de Kla
Hacob I de Kla anomenat Gitnakan (el Savi) fou patriarca de l'església armènia del 1267 al 1286. Va seguir la línia del seu antecessor Constantí de Nartzerberd i es va oposar suaument a la unió amb l'església romana. Va morir el 1286 i el va succeir Constantí II Pronagortz.